# Vievy-le-Rayé
Vievy-le-Rayé ist eine französische Gemeinde mit 466 Einwohnern (Stand: 1. Januar 2022) im Département Loir-et-Cher in der Region Centre-Val de Loire; sie gehört zum Arrondissement Blois und zum Kanton La Beauce. 

## Geographie
Die Gemeinde Vievy-le-Rayé liegt etwa 29 Kilometer nördlich von Blois am Rande der Naturlandschaft Beauce. Im Norden durchquert das Flüsschen Baignon die Seen Étang du Ruchet und Étang de la Grille. Nachbargemeinden von Vievy-le-Rayé sind Morée im Nordwesten und Norden, Moisy im Norden, Beauce la Romaine im Nordosten und Osten, Saint-Léonard-en-Beauce im Osten und Südosten, Oucques La Nouvelle im Süden, Lignières im Westen sowie Fréteval im Westen und Nordwesten.

## Bevölkerungsentwicklung
| Jahr                       | 1962 | 1968 | 1975 | 1982 | 1990 | 1999 | 2006 | 2012 | 2022 |
| -------------------------- | ---- | ---- | ---- | ---- | ---- | ---- | ---- | ---- | ---- |
| Einwohner                  | 274  | 236  | 575  | 500  | 469  | 461  | 485  | 484  | 466  |
| Quellen: Cassini und INSEE |      |      |      |      |      |      |      |      |      |

## Sehenswürdigkeiten
- Kirche Saint-Pierre
- Kirche Notre-Dame im Ortsteil Écoman
- Schloss Vievy
- Siedlungsreste am Wald von Marchenoir
- Wasserturm im Ortsteil Les Gâts

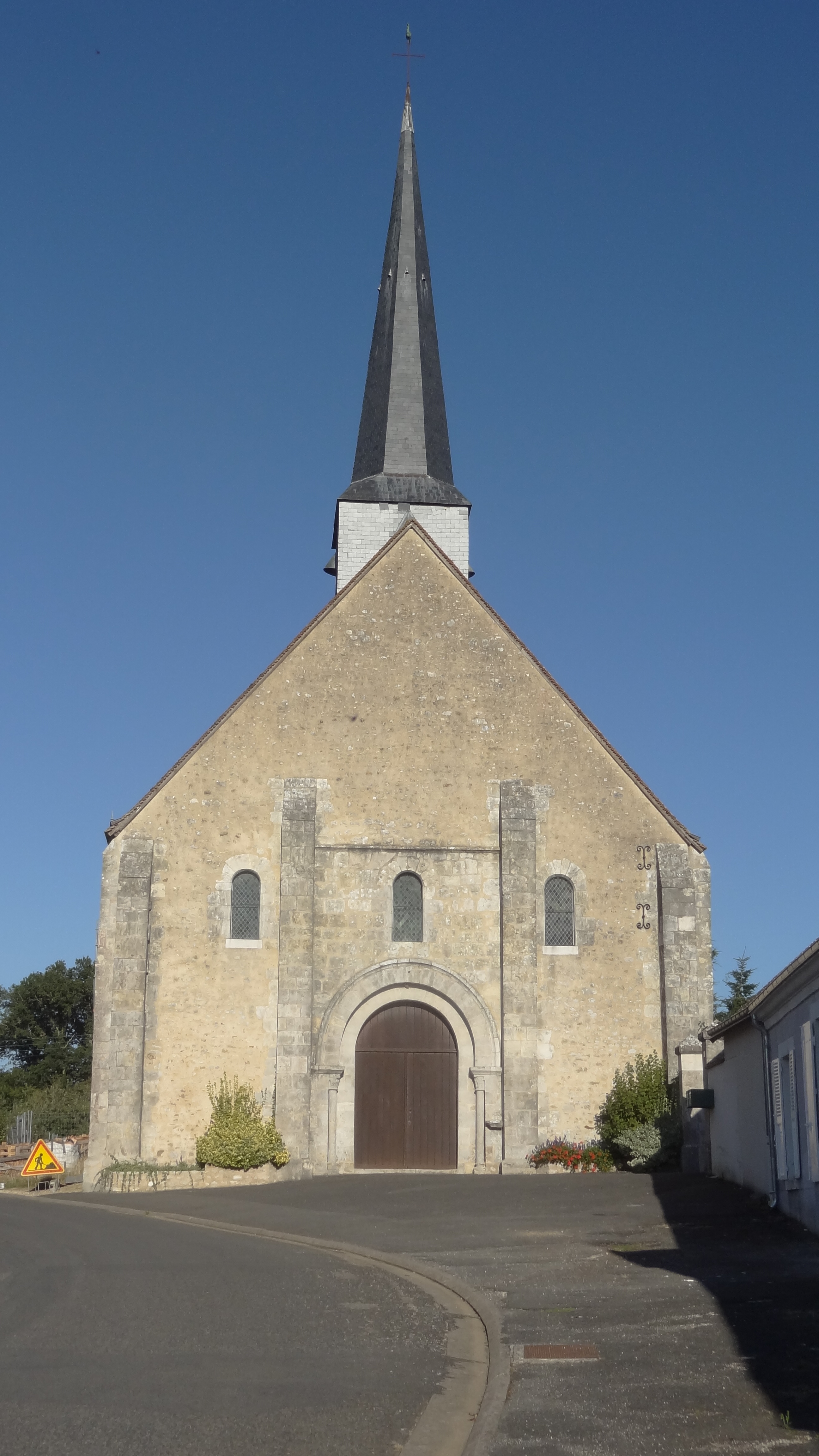
Kirche Saint-Pierre
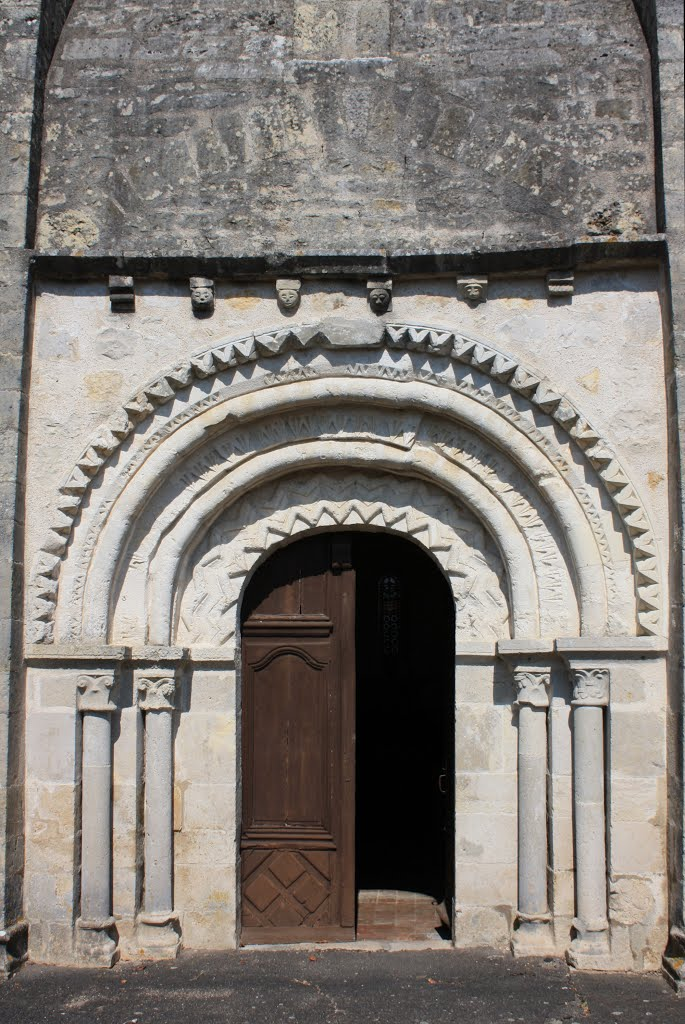
Portal der Kirche Notre-Dame in Écoman
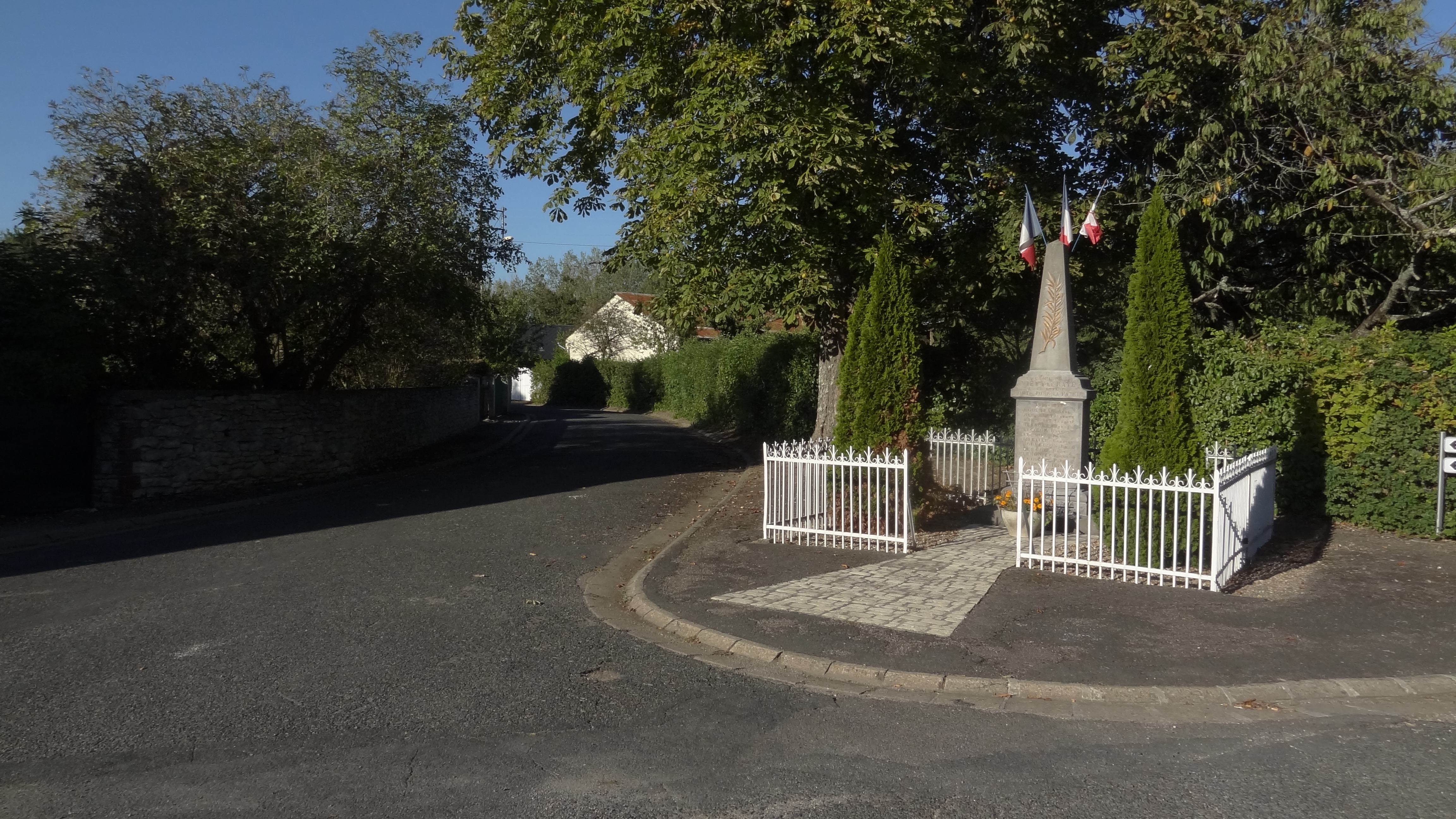
Gefallenendenkmal